# Згорний Оток
Згорний Оток (словен. Zgornji Otok) — поселення в общині Радовлиця, Горенський регіон, Словенія. Висота над рівнем моря: 502,5 м.